# Heinrich Steinborn

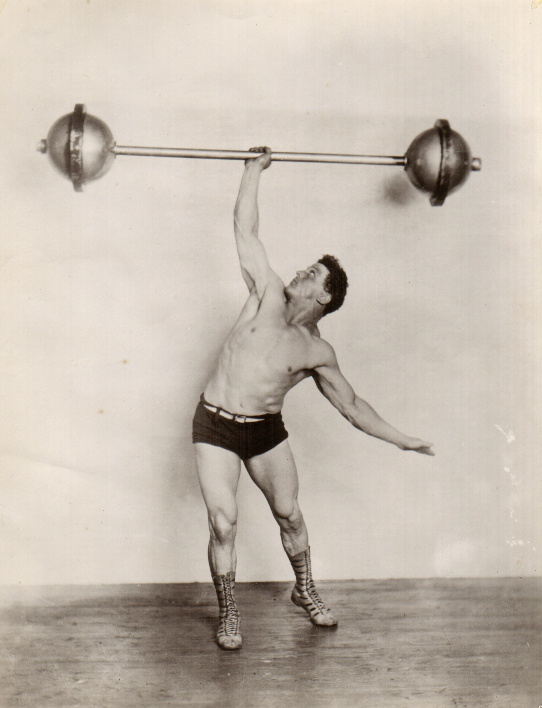
Heinrich „Milo“ Steinborn hebt Gewichte

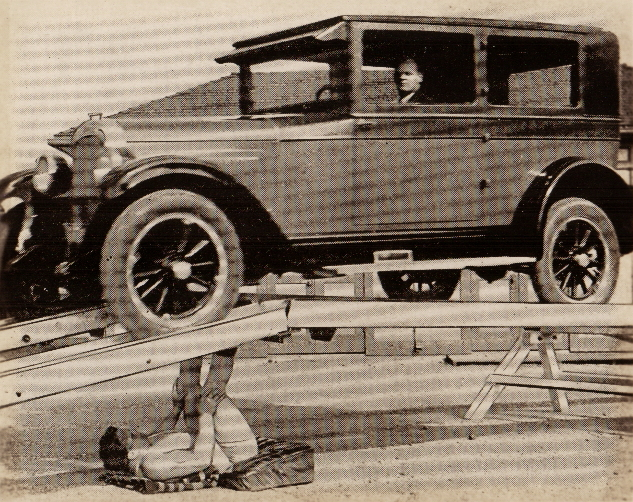
Heinrich „Milo“ Steinborn übernimmt die Last eines Autos, während es über die Holzkonstruktion fährt

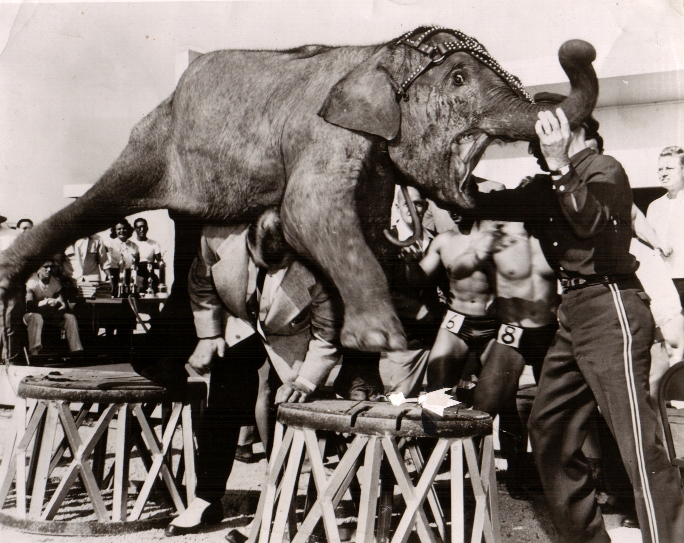
Heinrich „Milo“ Steinborn hebt einen 400 kg Elefanten beim Chicago World’s Fair 1950

Heinrich Steinborn (* 14. März 1894; † 9. Februar 1989 in Orlando, Florida) war ein deutscher Gewichtheber, der 1921 in die Vereinigten Staaten auswanderte und dort Karriere als Strongman und Wrestler machte.

## Leben
Heinrich Steinborn wuchs in der Nähe von Düsseldorf auf. Während des Ersten Weltkriegs geriet er in britische Gefangenschaft und verbrachte diese in Australien. Im dortigen Lager kam er mit Kraftübungen und Gewichtheben zusammen. Einige der Gefangenen hatten sich aus Betonklötzen und Hartholzstangen Hanteln gebaut, mit denen sie trainierten. Heinrich Steinborn fand daran Gefallen und erzielte schon im Kriegsgefangenenlager gute Fortschritte. 1919 wurde er entlassen und kehrte nach Deutschland zurück.
1921 wanderte Heinrich Steinborn in die Vereinigten Staaten aus. Er hielt sich zunächst in Philadelphia auf und begann dort eine Karriere als berufsmäßiger Strongman. Dabei zeigte er vor allem bei den Kniebeugen einige Rekordleistungen. Eine seiner spektakulärsten Kraftvorführungen war ein Trick mit einem Pkw. Er ließ sich dabei auf dem Rücken liegend von einem Pkw überfahren, dazu hielt er auf der Brust dicke Bohlen, über die das Auto fuhr.
Mitte der 1920er Jahre wandte sich Heinrich Steinborn, der sich in den Vereinigten Staaten Henry und später Milo Steinborn nannte, dem Freistilringen (Catch-as-catch-can Wrestling) zu, auf das er sich bald ganz spezialisierte. Er stand dabei über 30 Jahre auf der Matte und bestritt unzählige Kämpfe.
Eine aufsehenerregende Show lieferte Milo Steinborn beim Chicago World’s Fair (Volksfest) im Jahre 1950. Er hob dort in Straßenkleidung einen ca. 400 kg wiegenden jungen Zirkuselefanten auf dem Rücken in die Höhe.
1952 ging Milo Steinborn, der mittlerweile die US-amerikanische Staatsangehörigkeit erworben hatte, nach Orlando in Florida und eröffnete dort das Orange Avenue Gym. Dieses Fitnessstudio bestand noch im Jahre 2003 in seiner Originalausstattung von 1952. Von Orlando aus betätigte sich Milo Steinborn nach der Beendigung seiner aktiven Zeit als Wrestler über 25 Jahre lang als Wrestling-Promoter. Der bekannteste Wrestler, den er dabei auch managte, war der frühere Schwergewichts-Weltmeister im Berufsboxen Primo Carnera.
Ein Sohn Heinrich Steinborns, Dick Steinborn, war ebenfalls Wrestler.
Steinborn erhielt seine Leistungsfähigkeit bis in das hohe Alter. Im Alter von 80 Jahren soll er noch Kniebeugen mit einer Hantel im Gewicht von 140 kg gemacht haben.
Er starb 1989 im Alter von 95 Jahren in Orlando.

## Erfolge als Gewichtheber
Als Amateur startete Heinrich Steinborn im Jahre 1920 bei der deutschen Meisterschaft im Gewichtheben in Stuttgart. Er erzielte dabei 535 kg im Fünfkampf ein hervorragendes Ergebnis und belegte im Schwergewicht hinter Weltmeister Karl Mörke aus Köln, der 557,5 kg erzielte und vor dem Hamburger Edmund Nummer, der auf 447,5 kg kam, den 2. Platz.
Die besten Leistungen, die Heinrich Steinborn als Amateur erzielte, waren 99 kg im einarmigen Reißen, 120 im beidarmigen Drücken und 158,76 kg im beidarmigen Stoßen.
Als Berufssportler zeigte Steinborn in den Vereinigten Staaten vor allem bei den Kniebeugen hervorragende Leistungen. Seine Bestmarke betrug hierbei 251,5 kg.

## Karriere als Wrestler
Im Laufe seiner ungewöhnlich langen Karriere als Wrestler bestritt Henry Steinborn eine Unzahl von Kämpfen gegen bekannte und unbekannte Gegner. Herausragend waren folgende Matches:
- 1928 Kampf in Memphis gegen den späteren Weltmeister Jim Londos, Griechenland, verloren
- 1928 Kampf im Memphis gegen Viktor Mühl, verloren
- 1930 Kampf in Atlanta gegen John Spellman (Olympiasieger 1924 in Paris im Halbschwergewicht, freier Stil), gewonnen
- 1930 Kampf in Atlanta gegen Jim Londos, nach 35 Minuten verloren
- 1930 Kampf in Atlanta gegen Peter Sauer (Ray Steele) um die Meisterschaft von Georgia, verloren
- 1930 Kampf in Atlanta gegen Paul Harper um die Meisterschaft von Georgia, gewonnen
- 1931 Kampf in New Haven gegen Earl McCready, Kanada, verloren
- 1932 Kampf in Harrisburg gegen Hermann Hickman, verloren
- am 30. Mai 1933 in Atlanta Kampf gegen Jim Londos um die NWA-Weltmeisterschaft im Schwergewicht, nach 49 Minuten, 30 Sekunden verloren; Jim Londos war am 6. Juni 1930 mit einem Sieg über den Tilsiter Richard Schikat Weltmeister geworden
- 1937 Kampf in Atlanta gegen George Hagen um die Meisterschaft von Georgia, gewonnen
- 1937 Kampf in Houston zusammen mit Whiskers Savage gegen Tiger Daula u. Fazul Mohammed einem Doppelmatch. Dieser Kampf war weltweit der erste, in dem sich gleichzeitig vier Wrestler im Ring gegenüberstanden (Tag Team Match)
- 1945 Kampf in Newark gegen Matros Kirilenko, gewonnen
- 1945 Kampf in Brooklyn gegen Jim Asserati, gewonnen
- 7. November 1946 in Brooklyn, Kampf gegen Primo Carnera, Italien, verloren
- 28. Juni 1950 in Chicago, Kampf gegen Primo Carnera, verloren
- 1953 Kampf in Orlando mit seinem Sohn Dick Steinborn in einem Tag Team Match gegen Pedro Godoyn und Cue Ball Rush